# Liste von Dozenten und Absolventen der Hochschule für Bildende Künste Braunschweig
Diese Liste der Dozenten und Absolventen der Hochschule für Bildende Künste Braunschweig zeigt bekannte Personen, die an der Braunschweiger Hochschule lehr(t)en oder diese erfolgreich absolvierten.

## Professoren
| Institute                              | Professor – Professorin |
| -------------------------------------- | --- |
| Freie Kunst                            | - Jens Brand - Lutz Braun - Michael Brynntrup - Natalie Czech - Wolfgang Ellenrieder - Asta Gröting - Antje Majewski - Thomas Rentmeister - Corinna Schnitt - Frances Scholz - Nasan Tur - Vika Kirchenbauer - Robert Klümpen - Christoph Knecht - David Zink Yi - Martin Krenn |
| Performative Praxis, Kunst und Bildung | - Björn Auftrag - Elise von Bernstorff - Christine Heil - Johannes Kup - Rahel Puffert |
| Visuelle Kommunikation                 | - Gosbert Adler - Ute Helmbold |
| Designforschung                        | - Gerhard Glatzel - Kerstin Kaczmar |
| Kunstwissenschaft                      | - Victoria von Flemming - Annette Löseke - Michael Mönninger - Ursula Ströbele - Annette Tietenberg |
| Medienwissenschaften                   | - Ulrike Bergermann - Heike Klippel - Rolf F. Nohr |

## Präsidenten und Rektoren
| Amtszeit    | Name                   | Bemerkung        |
| ----------- | ---------------------- | ---------------- |
| Rektoren    |                        |                  |
| 1963–1967   | Karl Wollermann        | Direktor         |
| 1967–1971   | Peter Voigt            |                  |
| 1972–1976   | Gottlieb Mordmüller    |                  |
| 1976–1978   | Siegfried Maser        |                  |
| 1978–1983   | Gerhard Büttenbender   |                  |
| 1983–1987   | Dieter Welzel          |                  |
| 1987–1989   | Michael Schwarz        |                  |
| Präsidenten |                        |                  |
| 1989–1996   | Dieter Welzel          |                  |
| 1996–2004   | Michael Schwarz        | siehe oben       |
| 2004–2010   | Barbara Straka         |                  |
| 2010–2013   | Hubertus von Amelunxen |                  |
| 2013–2016   | Nikolas Lange          | geschäftsführend |
| 2016–2020   | Vanessa Ohlraun        |                  |
| 2021–2022   | Dorothea Hilliger      | geschäftsführend |
| seit 2022   | Ana Dimke              |                  |

## Ehemalige Professoren
- Marina Abramović (* 1946), serbische Performance-Künstlerin[4]
- Hermann Albert (* 1937), deutscher Maler[5]
- John Armleder (* 1948), Schweizer Maler, Konzept- und Performancekünstler
- Eckhart Bauer
- Andreas Bee (* 1953), deutscher Kunsthistoriker und Kurator
- Hans-Rudolf Billeter
- Hannes Böhringer (* 1948), deutscher Philosoph
- Holger van den Boom (* 1943), deutscher Grafikdesigner
- Vera Bourgeois (* 1961), deutsche Künstlerin
- Candice Breitz (* 1972), südafrikanische Künstlerin
- Manfred Bremeier
- Johannes Brus (* 1942), deutscher Künstler
- Hans-Dieter Buchwald (1931–2021), deutscher Typograf
- Gerhard Büttenbender (* 1938), deutscher Medienwissenschaftler, Drehbuchautor und Filmemacher
- Emil Cimiotti (1927–2019), deutscher Bildhauer
- Walter Dahn (1954–2024), deutscher Maler, Fotograf und Tonkünstler
- Thomas Dexel (1916–2010), deutscher Kunsthistoriker
- Roland Dörfler (1926–2010), deutscher Maler
- Hanswaldemar Drews (1934–2020), deutscher Künstler und Kunsthistoriker
- Bogomir Ecker (* 1950), deutscher Bildhauer und Objektkünstler, Fotograf und Installationskünstler
- Dörte Eißfeldt (* 1950), deutsche Künstlerin mit Schwerpunkt Fotografie und Video
- Ulrich Eller (* 1953), deutscher Künstler im Bereich installativer Klangkunst
- Horant Fassbinder
- Henning Freiberg (* 1937), deutscher Kunstpädagoge und -didaktiker
- Anzu Furukawa (1952–2001), japanische Butoh-Tänzerin, Performancekünstlerin und Choreographin
- Johann Georg Geyger (1921–2004), deutscher Maler
- Michael Glasmeier (* 1951), deutscher Kunsthistoriker
- Arwed Gorella (1937–2002), deutscher Maler
- Klaus Grözinger (1923–2011), deutscher Grafikdesigner
- Günter Günschel (* 1929), deutscher Architekt
- Farouk Hammad (* 1933), ägyptischer Industriedesigner
- Birgit Hein (1942–2023), deutsche Filmemacherin
- Regina Henze (* 1946), deutsche Grafikdesignerin
- Gedrun Herbold (* 1967), deutsche darstellende Künstlerin
- Albert Hien (* 1956), deutscher Künstler
- Johannes Hüppi (* 1965), schweizerisch-deutscher Maler
- Jürgen Jaehnert (* 1940), deutscher Designer
- Olav Christopher Jenssen (* 1954), norwegischer bildender Künstler
- Konrad Jentzsch, deutscher Kunstpädagoge
- Wolfgang Jonas (* 1953), deutscher Designtheoretiker und Schiffsbauingenieur
- Thomas Kapielski (* 1951), deutscher Autor, bildender Künstler und Musiker
- Georg Kiefer
- Wolf Kimm, deutscher Industriedesigner
- Helmut Korte (* 1942), deutscher Kunst- und Werkpädagoge
- Erich Kruse, deutscher Designer
- Raimund Kummer (* 1954), deutscher bildender Künstler
- Siegfried Lang, deutscher Kunstpädagoge
- Bernd Löbach (* 1941), deutscher Designer
- Bettina Lockemann (* 1971), deutsche Künstlerin und Fotografin
- Alexandra Martini (* 1972), deutsche Designerin
- Mara Mattuschka (* 1959), österreichische Filmregisseurin und Performance-Künstlerin
- Michael Mende (1945–2008), deutscher Technikhistoriker
- Aurelia Mihai (* 1968), rumänische Videokünstlerin
- Bernd Minnich (1941–1993), deutscher Maler
- Christiane Möbus (* 1947), deutsche Bildhauerin
- Heino Möller (* 1936), deutscher Kunsthistoriker
- Lienhard von Monkiewitsch (* 1941), deutscher Maler
- Siegfried Neuenhausen (* 1931), deutscher Maler und Plastiker
- Hartmut Neumann (* 1954), deutscher Maler
- Klaus Paul, deutscher Grafikdesigner
- Hubertus von Pilgrim (* 1931), deutscher Bildhauer
- Ulrich Plank (* 1953), deutscher Designer
- Heinz-Günter Prager (1944–2025), deutscher Bildhauer
- Stephan Rammler (* 1968), Zukunfts- und Transformationsforscher
- Annett Reckert (* 1967), deutsche Kuratorin und Autorin
- Michael Ruetz (1940–2024), deutscher Fotograf
- Ursula Sax (* 1935), deutsche Bildhauerin
- Malte Sartorius (1933–2017), deutscher Maler und Grafiker
- Christoph Schlingensief (1960–2010), deutscher Film-, Theater- und Opernregisseur sowie Aktionskünstler
- Monika Schnell
- Karl-Christoph Schulz, deutscher Grafiker, Aufbau der Druckgrafik-Werkstätten der HbK
- Klaus Stümpel (1941–2015), deutscher bildender Künstler
- Friedemann von Stockhausen (* 1945), deutscher bildender Künstler
- Yvonne Spielmann, deutsche Medien- und Kulturwissenschaftlerin
- Ulrike Stoltz (* 1953), deutsche Typografin
- Katharina Sykora (* 1955), deutsche Kunsthistorikerin
- Norbert Tadeusz (1940–2011), deutscher Maler[6]
- Nicola Torke, deutsche Bildende Künstlerin
- Thomas Virnich (* 1957), deutscher Bildhauer und Maler
- Peter Voigt (1925–1990), deutscher Maler und Grafiker
- Arno Votteler (1929–2020), deutscher Industriedesigner und Innenarchitekt
- Eku Wand (* 1963), deutscher Designer
- Ekkehard Weber
- Volker Weinert, deutscher Industrialdesigner
- Ben Willikens (* 1939), deutscher Maler
- Alfred Winter-Rust (1923–2000), deutscher Maler
- Johannes Zahlten (1938–2010), deutscher Kunsthistoriker
- HP Zimmer (1936–1992), deutscher Maler und Bildhauer
- Oliver Zybok (* 1972), deutscher Kunsthistoriker

## Ehemalige Lehrende
- Thomas Becker (* 1960), deutscher Kulturwissenschaftler und Philosoph
- Markus Brüderlin (1958–2014), schweizerischer Kunsthistoriker, Kurator und Publizist, Direktor des Kunstmuseums Wolfsburg
- Björn Dahlem (* 1974), deutscher Künstler
- Jan Distelmeyer (* 1969), deutscher Filmforscher- und Kritiker
- Fritz Frenkler (* 1954), deutscher Industriedesigner
- Stella Geppert (* 1967), deutsche Künstlerin
- Edgar Gutbub (1940–2017), deutscher Bildhauer
- Silke Helmerdig, deutsche Künstlerin und Fotografin
- Thomas Huber (* 1955), Schweizer Künstler
- Uli Jäckle (* 1961), deutscher Theaterregisseur
- Thies Krüger, deutscher Designer
- Karin Leonhard (* 1969), deutsche Kunsthistorikerin
- Christoph Metzker (* 1962), deutscher Musik- und Kunstwissenschaftler
- Rainer Mügel, deutscher Kunstvermittler
- Ute Necker, deutsche Kommunikationsdesignerin
- Annette Philp (* 1963), deutsche Kunstvermittlerin
- David Reuter (* 1964), deutscher Künstler Schwerpunkt Darstellendes Spiel
- Matthias Thiele, Medienwissenschaftler
- Gert & Uwe Tobias (* 1973), deutsches Künstler-Zwillingspaar
- Ina Weber (* 1964), deutsche Bildhauerin
- Irene Weingartner (* 1971), Schweizer Künstlerin
- Petra Sophia Zimmermann (* 1962), deutsche Kunsthistorikerin
- Rudolf Zwirner (* 1933), deutscher Galerist und Kurator

## Alumni
- Hans Alvesen (* 1965), deutscher Künstler
- Carsten Aschmann (* 1965), deutscher Filmemacher, Videokünstler
- Anke Doberauer (* 1962), deutsche Künstlerin
- Ralf Edelmann (* 1968), deutscher Künstler und Kunstpädagoge
- Frank Flöthmann (* 1967), deutscher Illustrator
- Sabine Foraita (* 1965), deutsche Designwissenschaftlerin
- Christoph Giradet (* 1966), deutscher Videokünstler
- Bernd Grimm (* 1962), deutscher Diplom-Designer, Architekturmodellbauer und Künstler
- Birgitta Heiskel (* 1962), deutsche Illustratorin
- Sina Heffner (* 1980), deutsche Bildhauerin
- Hans-Oiseau Kalkmann (* 1940), deutscher Bildhauer, Fotograf und Aktionskünstler
- Michael Kaul (* 1957), deutscher Maler
- Lidia Kubitza-Bach (* 1961), deutsche Kunstwissenschaftlerin
- Friedrich Kunath (* 1974), deutscher Maler
- Lotte Lindner & Till Steinbrenner, deutsches Künstlerpaar
- Susanne Kathlen Mader (* 1964), deutsche Malerin
- Peter Marggraf (* 1947), deutscher Bildhauer, Zeichner, Drucker und Büchermacher
- Christof Mascher (* 1979), deutscher Maler
- Bjørn Melhus (* 1966), deutscher Videokünstler
- Lothar Osterburg (* 1961), deutscher Künstler in San Francisco und New York
- Barbara Ränsch-Trill (1940–2006), deutsche Sportphilosophin
- Julia Roppel (* 1961), deutsche Künstlerin
- Susanne Schlechter (* 1961), deutsche Kulturwissenschaftlerin, Museumsleiterin
- Christine Schulz (* 1961), deutsche Künstlerin
- HD Seibt (* 1956), deutscher Maler
- Ben Siebenrock (1951–2018), deutscher Bildhauer
- Brigitte Tast (* 1948), deutsche Fotografin und Künstlerin
- Wolfgang Tiemann (* 1952), deutscher Maler
- Sascha Weidner (1974–2015), deutscher Fotograf und Künstler
- Ludwig Zerull (1942–2011), deutscher Maler, Autor und Kunstberater
- Markus Zimmermann (* 1978), Bildhauer
- Wisrah C. V. da R. Celestino (* 1989), brasilianische Künstler-Person